# Hiram Parks Bell

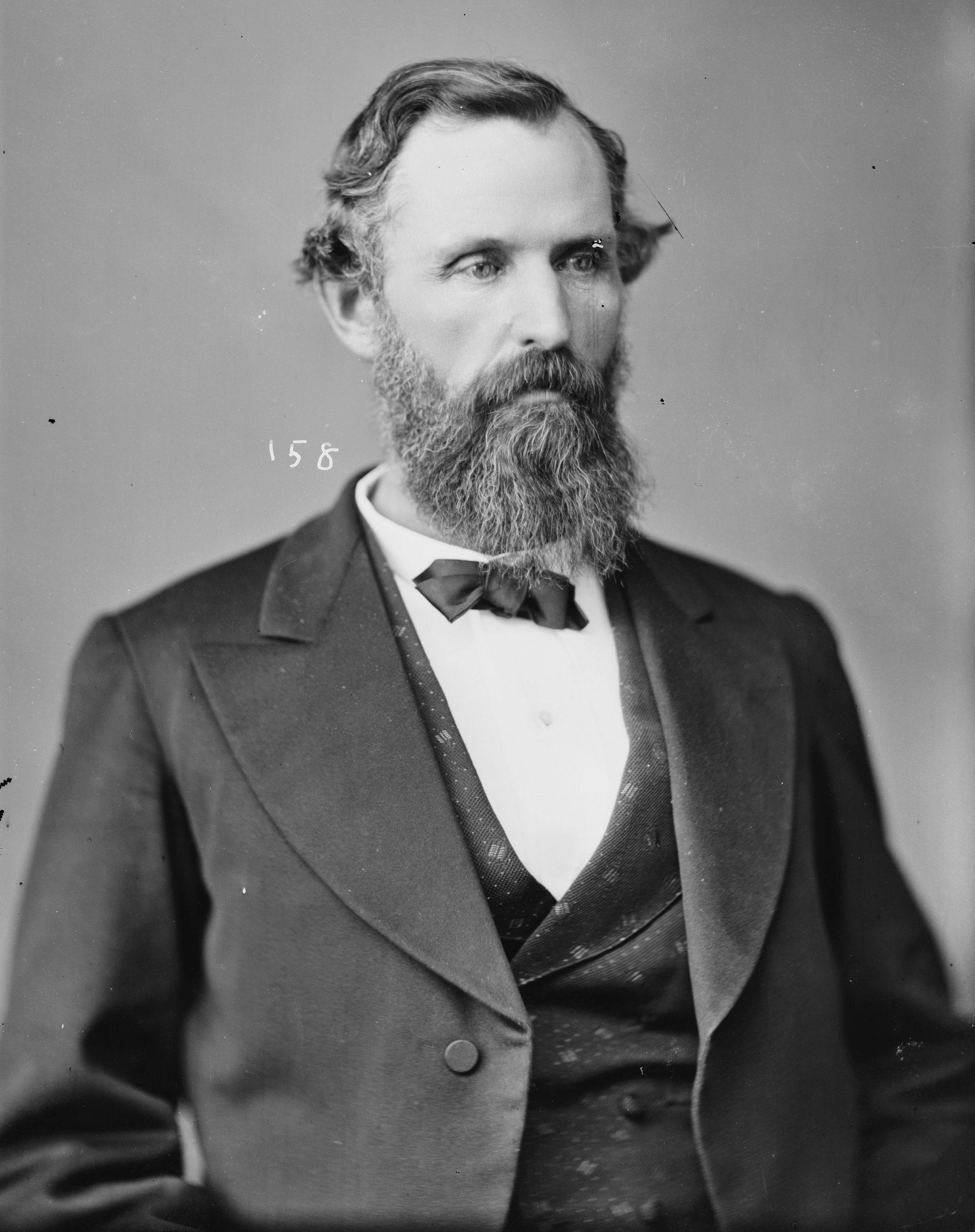
Hiram Parks Bell

Hiram Parks Bell (* 19. Januar 1827 bei Jefferson, Jackson County, Georgia; † 17. August 1907 in Atlanta, Georgia) war ein US-amerikanischer Politiker (Demokratische Partei), der den Bundesstaat Georgia im US-Repräsentantenhaus und im Konföderiertenkongress vertrat.
Nach Abschluss seiner Schulausbildung arbeitete Bell zunächst selbst zwei Jahre lang als Lehrer, ehe er die Rechtswissenschaften studierte und 1849 in die Anwaltskammer aufgenommen wurde, woraufhin er in Cumming zu praktizieren begann. Im Vorfeld des Bürgerkrieges nahm Bell am Sezessionskonvent seines Staates teil, votierte dabei aber gegen die Abspaltung von der Union. Später koordinierte er Georgias Vorgehen bei der Gründung der Konföderierten Staaten mit dem Nachbarstaat Tennessee.
Im Jahr 1861 gehörte Bell kurzzeitig dem Senat von Georgia an; er legte sein Mandat dort aber nieder, um sich der Konföderiertenarmee anzuschließen. Dort diente er zunächst als Captain; später wurde er zum Colonel des 43. Regiments aus Georgia befördert. Er betätigte sich in der Folge auch wieder politisch und war von 1864 bis 1865 Abgeordneter im Repräsentantenhaus des zweiten Konföderiertenkongresses.
Nach dem Krieg gehörte er dem Exekutivkomitee der Demokratischen Partei Georgias von 1868 bis 1871 an. 1872 wurde Bell dann als Vertreter des 9. Kongresswahlbezirks von Georgia ins Repräsentantenhaus in Washington gewählt. Er verblieb dort vom 4. März 1873 bis zum 3. März 1875. In der Folge nahm er 1876 an der Democratic National Convention in St. Louis teil und wurde Vertreter seines Staates im Democratic National Committee.
Am 13. März 1877 kehrte Bell in den Kongress zurück. Er nahm im Repräsentantenhaus den Platz des in den Senat gewechselten Benjamin Harvey Hill ein. Beim Versuch der Wiederwahl unterlag er Emory Speer, sodass er am 3. März 1879 wieder aus dem Parlament ausscheiden musste. Er war aber weiter politisch tätig: als Abgeordneter im Repräsentantenhaus von Georgia von 1898 bis 1899 sowie erneut als Staatssenator zwischen 1900 und 1901.